# عبد العزيز الأهواني
عبد العزيز الأهواني (1333 هـ- 1400 هـ / 1915 - 1980م) باحث وأديب مصري، كاتب ومحقق ومترجم، وأستاذ الأدب العربي والأندلسي. 

## سيرته
وُلد عام 1915، وتخرج في كلية الآداب عام 1938، وعُيٌن عضوًا في لجنة تحقيق كتاب الذخيرة في محاسن أهل الجزيرة لابن بسام. واستمر عمله بهذه اللجنة ست سنوات رفقة كل من طه حسين، رئيس اللجنة آنذاك، ومصطفى عبد الرازق وأحمد أمين وعبد الوهاب عزام. وأخرجت اللجنة ثلاث مجلدات من ذلك الكتاب في أعوام 1939 و1942 و1945 بواقع مجلد كل 3 سنوات. واختير مُستشارًا ثقافيًا لمصر في المغرب، كما اختير وكيلًا لوزارة الثقافة ورئيسًا لمؤسسة المسرح، إضافة إلى تعيينه أمينًا للشعبية القومية لليونسكو. ونال جائزة الدولة التقديرية في الأدب عام 1980 مع عبد الحميد يونس في العام ذاته.

## دراسته
حصل على درجة الماجستير في الموشحات الأندلسية عام 1947 وسجل للدكتوراه عن الزجل في الأندلس، إلا أنه سافر إلى إسبانيا مدة أربع سنوات (في الفترة من 1947 وحتى 1951. وهناك، اختلط بالمستشرقين الإسبان وتعرف على المخطوطات العربية في مكتبة الإسكوريال ومكتبة مدريد الوطنية، وشارك في تأسيس المعهد المصري للدراسات الإسلامية في مدريد، وعين وكيلًا لهذا المعهد، والذي خلفه بعد ذلك محمود علي مكي. وأتم الدكتوراه عام 1953 من جامعة القاهرة، والتي نشرها في كتاب بعنوان الزجل في الأندلس. وأسهم خارج نطاق الدراسات الأندلسية في ابن سناء الملك ومشكلة العقم والابتكار في الشعر عام 1962 وأزمة الوحدة العربية.

## آثاره
أسهم الأهواني في مجالي الترجمة والتحقيق. في المجال الأول، ترجم الجزء الأول من رواية دون كيخوتي لميجيل دي ثيربانتس؛ جنبًا إلى جنب مع مختارات من الشعر الإسباني: العصر الذهبي. أما في مجال التحقيق والدراسات الأدبية، فعمل التالي:
- المقتطف من أزاهر الطرف لابن سعيد المغربي عام 1948.
- مخطوطان جديدان من صلة الصلة لابن الزبير، والذيل والتكملة لابن عبد الملك عام 1955.
- مسائل ابن رشد عام 1958.
- نصوص عن الأندلس من جغرافية العذري عام 1955.
- ألفاظ مغربية في كتاب ابن هشام في لحن العامة عام 1957.
- أمثال العامة في الأندلس.
- على هامش ديوان ابن قزمان: مقالات في مجلة المعهد المصري للدراسات الإسلامية في مدريد.

## وفاته
توفي عبد العزيز الأهواني في القاهرة، عام 1400 هـ/ 1980م. 